# Pseudolithos dodsonianus
Pseudolithos dodsonianus là một loài thực vật có hoa trong họ La bố ma. Loài này được (Lavranos) Bruyns & Meve miêu tả khoa học đầu tiên năm 1995.